# Langenbogen
Langenbogen – dzielnica gminy Teutschenthal w Niemczech, w kraju związkowym Saksonia-Anhalt, w powiecie Saale.
Do 31 grudnia 2009 Dornstedt było samodzielną gminą, wchodzącą w skład wspólnoty administracyjnej Würde/Salza. Do 30 czerwca 2007 gmina należała do powiatu Saal.

## Geografia
Dzielnica położona jest na zachód od Halle (Saale).